# Steep
Steep è un videogioco di sport estremi sviluppato da Ubisoft Annecy e pubblicato da Ubisoft. È stato distribuito in tutto il mondo il 2 dicembre 2016 per Microsoft Windows, PlayStation 4 e Xbox One. Il gioco pone una grande enfasi sul multigiocatore online, concentrandosi sulla competizione in varie sfide sportive invernali con altri giocatori online.

## Modalità di gioco
Steep è un gioco di sport estremi ambientato in un mondo aperto sulle Alpi, in Alaska e con Steep: Road to the Olympics anche in Corea del Sud e Giappone che può essere esplorato liberamente dai giocatori. Il gioco può essere giocato da una prospettiva in prima persona o in terza persona, che può essere attivata istantaneamente alla volontà dei giocatori. Il gioco utilizza anche la videocamera GoPro durante le gare. Le otto attività disponibili nel gioco sono lo sci, il volo con la tuta alare, lo snowboard, il parapendio, il base jumping, lo slittino, il rocket wing e lo speed riding. I giocatori possono passare da una di queste attività usando la ruota del menu del gioco.
Steep è un gioco molto focalizzato online, in cui tutti i giocatori condividono lo stesso mondo di gioco, impegnandosi in varie attività sportive contemporaneamente. I giocatori possono anche scontrarsi tra loro se abilitano la funzione "collide". Per navigare velocemente nel mondo, i giocatori possono utilizzare la modalità "Mountain View", che mostra diverse "zone di lancio" nel gioco. Queste zone servono come punti di viaggio veloci che consentono ai giocatori di raggiungere diverse parti del mondo del gioco senza dover effettivamente spostare quella distanza in modo interattivo. Ci sono varie sfide nascoste, che possono essere scoperte e sbloccate attraverso l'esplorazione del mondo. I giocatori sono inoltre dotati di un binocolo, che può essere utilizzato per scoprire nuove posizioni.
Il gioco consente ai giocatori di eseguire tecniche speciali come la rotazione e l'afferramento mentre si scia o si fa snowboard. I giocatori ricevono punti se eseguono alcuni di questi "trucchi". Se il giocatore si comporta in modo eccellente in una gara, riceverà una medaglia come premio, che può essere di bronzo, d'argento e d'oro. Quando il giocatore si blocca durante una sfida, ha la possibilità di riprovare immediatamente e visualizzare la quantità di g-Force che il personaggio del giocatore ha subito durante l'incidente. Quando i giocatori partecipano a queste attività sportive estreme, un percorso verrà registrato automaticamente, che può essere visualizzato entrando in modalità replay, i giocatori possono utilizzare le funzioni di pausa, riavvolgimento e riproduzione per catturare schermate e visualizzare i propri dati di performance e altri giocatori. Questi replay possono essere condivisi con la comunità del gioco e vari siti di social network. I giocatori possono anche impostare e condividere il loro percorso come una sfida per gli altri giocatori.
I punti si dividono in extreme (arancioni), freestyle (gialli) e freeride (blu); questi si ottengono facendo acrobazie e passando sulle creste, con gli sport da terra e
passando vicini al terreno con gli sport aerei.

## Sviluppo
Il gioco è stato sviluppato da Ubisoft Annecy, uno studio francese che aveva precedentemente lavorato alle modalità multiplayer della serie Assassin's Creed e al franchise di Tom Clancy's Splinter Cell, oltre ad aver contribuito allo sviluppo di Tom Clancy's The Division. Il gioco è stato sviluppato in collaborazione con gli studi Ubisoft di Kiev e Montpellier. Steep divenne il primo gioco originale creato da loro. Lo sviluppo del gioco è iniziato alla fine del 2013. Il concetto è stato ispirato dalla stretta vicinanza dello sviluppatore con le Alpi e da un altro gioco Ubisoft, Tom Clancy's Ghost Recon Wildlands, il cui grande mondo aperto ha costretto lo sviluppatore Ubisoft Paris a implementare metodi di trasporto come il parapendio. Laserie Trials ha influenzato anche il design del gioco. Ubisoft originariamente non era convinto dal team di sviluppo, ma in seguito ha supportato lo sviluppo del progetto, principalmente a causa dell'enorme popolarità dei video sportivi estremi sul sito di condivisione video YouTube. Gli sviluppatori sono stati anche ispirati dal rinnovato interesse per il gioco di skateboard Skate 3 dopo che è stato ri-divulgato attraverso gli eventi di streaming Let's Play eseguiti da YouTubers e altri. Secondo Igor Manceau, il regista del gioco, la squadra ha lanciato il progetto su Ubisoft in quanto riteneva che la struttura online e il mondo aperto del gioco fossero elementi nuovi per il genere sportivo.
Manceau sosteneva che il gioco era un "progetto di passione" e una "progressione naturale" per lo studio, e che era stato progettato per essere accessibile ai nuovi arrivati e complesso per gli appassionati del genere. Il team ha collaborato con l'industria dello sport d'azione e ha consultato diversi sciatori professionisti ed atleti ed esperti di sport estremi, come Louis Aikins, Kevin Rolland, Sammy Luebke e Horacio Llorens. Tuttavia, uno degli sciatori professionisti, Matilda Rapaport, è morto mentre girava un video promozionale per il gioco a Farellones, in Cile a causa di un improvviso incidente a valanga.
Nel febbraio del 2016, Ubisoft ha annunciato che la sua linea di giochi nel suo anno fiscale 2017 sarà "multiplayer-centric", e ha descritto l'IP come un progetto "ad alto potenziale" con una forte enfasi online. Il gioco è stato rivelato alla Electronic Entertainment Expo 2016 come atto conclusivo della conferenza stampa di Ubisoft. La proiezione includeva un trailer e una demo giocabile. Una beta aperta doveva essere pubblicata prima del lancio ufficiale del gioco. Steep è stato pubblicato per Microsoft Windows, PlayStation 4 e Xbox One il 2 dicembre 2016. Una nuova regione, l'Alaska, è stata introdotta nel gioco come aggiornamento gratuito subito dopo l'uscita del gioco.

### Altre versioni
Il 12 gennaio 2017 è stata annunciata una versione del gioco per Nintendo Switch. A giugno, all'E3 2017, Ubisoft annunciò che un'espansione dei Giochi olimpici invernali, Steep: Road to the Olympics, sarebbe stata distribuita il 5 dicembre 2017. La versione per Nintendo Switch è infine stata cancellata.